# Парфененко Віталій Васильович
Віта́лій Васи́льович Парфе́ненко ( 8 травня 1978 —  6 листопада 2014) — солдат Збройних сил України, учасник російсько-української війни.

## Життєпис
Закінчив школу села Шаповалівка, проходив строкову військову службу в лавах Збройних Сил України. Працював у Шаповалівській школі, зробив чимало виробів, які прикрасили подвір'я шаповалівського дитсадка. Мав слабке здоров'я, не одружений, був єдиним сином у батьків.
Мобілізований, військовослужбовець 95-ї окремої аеромобільної бригади. 6 листопада 2014-го, перебуваючи у місці дислокації військової частини в Слов'янську, у Віталія стався серцевий напад під час шикування особового складу. Помер від серцевої недостатності.
Без сина лишились батьки.
Похований у Шаповалівці.

## Вшанування
21 січня 2015 року Шаповалівському НВК «ЗОШ І-ІІ ст. — дошкільний навчальний заклад» Конотопської районної ради присвоєно ім'я Віталія Парфененка.